# Elophila africalis
Elophila africalis là một loài bướm đêm trong họ Crambidae.